# Alain Vandeputte
Alain Vandeputte (* 22. August 1963 in Les Pavillons-sous-Bois) ist ein ehemaliger französischer Fußballspieler.

## Karriere
Vandeputte spielte zuerst bei der Reserve von Paris Saint-Germain, wovon er zum Drittligisten SM Caen wechselte. 1983 wechselte er zum OSC Lille. Dort absolvierte er vier Erstligaspiele ohne Torerfolg, was die einzigen seiner Karriere blieben. 1984 ging er nach nur einem Jahr zurück zum SM Caen, der mittlerweile in der zweiten Liga spielte. Seine weiteren Stationen in der zweiten Liga waren Bourges, Istres und Nîmes. Mit Nîmes stieg er 1991 in die erste Liga auf, verließ den Verein jedoch in Richtung SO Châtellerault in die dritte Liga. Nach einem Jahr dort beendete er seine Karriere.